# 피벗 (기업)
피벗은 대한민국의 헬스케어/피트니스 스타트업 기업 이름이자 서비스 이름이다. 피벗(Fibud)은 Fitness와 Buddy의 합성어이며, 피트니스 벗이라고도 볼 수 있다. 피트니스 시장을 양적 성장에서 질적 성장으로 피벗(Pivot) 시키고, 이를 바탕으로 모든 사람들이 효율적이고 안전하게 운동 할 수 있도록 만들고 있다.

## 제공 서비스
- 피벗: 내 주변 PT 트레이너들을 확인하고, 운동에 대해 질문하거나 운동 가이드를 확인할 수 있다.
- 피벗 for 트레이너: 트레이너 프로필을 생성하고, 신규 회원을 창출하거나 기존 회원을 관리할 수 있다.

## 언론 보도
- 검증된 PT 트레이너 매칭 플랫폼을 개발하고 운영하는 ‘피벗(Fibud)’
- 피트니스 솔루션 스타트업 '피벗', 대한운동학회와 업무협약 체결
- 피벗-나음케어, MOU 체결∙∙∙‘트라택’으로 피트니스 시장 질적 성장 및 전문성 강화↑
- 피벗, PT 트레이너를 위한 업무 자동화 및 매출 증대 솔루션 출시